# Nebiat Habtemariam
Nebiat Habtemariam (sinh ngày 29 tháng 12 năm 1978) là một vận động viên chạy bộ đường dài người Eritrea, chuyên về marathon. Trước đó trong sự nghiệp của mình, cô đã chạy 5.000 mét và chạy việt dã. Cô là người ba lần tham gia tại Thế vận hội mùa hè. Cô có thành tích cuộc thi marathon hay nhất là 2:32:04 giờ được tổ chức tại Hamburg Marathon 2008, và đứng thứ bảy.
Sinh ra ở Eritrea, Seraye, Adiquala, Adi-Kinzinab, cô đã tham dự Giải vô địch quốc gia xuyên quốc gia năm 2000, 2001, 2002, 2003, 2004, 2007 và 2011.  Thứ hạng tốt nhất của cô là vị trí thứ 16 từ năm 2003.
Trong cuộc đua 5.000 mét, cô đã tham dự Giải vô địch thế giới năm 1997, 1999 và 2001 về điền kinh cũng như Thế vận hội mùa hè 2000 và 2004. Tại Thế vận hội Bắc Kinh 2008, cô đã hoàn thành hạng 47 trong cuộc thi Marathon nữ. Cô đã được chọn cho cuộc đua marathon tại Giải vô địch thế giới 2013 về điền kinh.
Cô đứng thứ ba tại Milan Marathon 2012.
Tại Giải vô địch thế giới năm 1997 ở Athens, cô gái 18 tuổi phải chịu "sự cố quần áo" trong lượt chạy 5.000 mét. Do không có quần áo để tham gia thi đấu, Habtemariam mượn quần áo của vận động viên khác cho cuộc đua. Tuy nhiên, cô không mượn áo ngực thể thao. Cô đã bị lộ một bên ngực trong suốt 18 phút trên đường đua. Cô đã không rời khỏi phòng khách sạn của mình trong phần còn lại của tuần.

## Cuộc thi quốc tế
| Năm                  | Giải đấu             | Địa điểm             | Thứ hạng             | Nội dung             | Chú thích            |
| Representing Eritrea | Representing Eritrea | Representing Eritrea | Representing Eritrea | Representing Eritrea | Representing Eritrea |
| -------------------- | -------------------- | -------------------- | -------------------- | -------------------- | -------------------- |
| 2000                 | Olympic Games        | Sydney, Úc           | 15                   | 5000 mét             |                      |
| 2004                 | Olympic Games        | Athens, Hy Lạp       | 20                   | 5000 mét             |                      |
| 2008                 | Olympic Games        | Bắc Kinh, Trung Quốc | 47                   | Marathon             | 2:37:03              |
| 2015                 | Vô địch Thế giới     | Bắc Kinh, Trung Quốc | 34                   | Marathon             | 2:44:42              |